# 受日本動畫影響的動畫
受日本動畫影響的動畫（英語：Anime-influenced animation）是指與日本動畫相似或受日本動畫啟發的非日本動畫作品。 一般來說，日本動畫（Anime）一詞是指源自日本的一種動畫風格。隨著日本動畫變得越來越流行，西方動畫工作室開始實施一些日本動畫中典型的視覺風格——比如誇張的面部表情和“超級變形”的角色版本。
儘管在日本以外，“Anime”一词專門用於表示來自日本的動畫或作為日本傳播的動畫風格，通常以豐富多彩的圖形、生動的角色和奇幻的主題為特徵，這個詞的意思可能會開啟在日本以外的國家製作日式动画的可能性。